# Ярцев, Павел Петрович
Па́вел Петро́вич Я́рцев (12 [25] июля 1916, Новые Горки, Владимирская губерния — 6 сентября 1943, Новые Млины, Черниговская область) — участник Советско-финской и Великой Отечественной войн, парторг 2-го стрелкового батальона 1085-го гвардейского стрелкового полка 322-й стрелковой дивизии 13-й армии Центрального фронта, Герой Советского Союза, старший лейтенант.

## Биография
Родился 12 (25) июля 1916 года в селе Новые Горки (ныне Лежневского района Ивановской области) в семье крестьянина. Русский.
Окончил Ивановский коммунально-строительный техникум. В 1936—1937 годах работал техником в Ярославле.
В сентябре 1937 года был призван в Красную армию. Участвовал в освободительном походе советских войск в Западную Украину и Западную Белоруссию 1939 года, в советско-финляндской войне 1939—1940 годов. Окончил Ленинградское военно-политическое училище. Член ВКП(б) с 1940 года.
На фронте в Великую Отечественную войну с 1941 года. Воевал на Центральном фронте. Отличился в боях на Курской дуге, Черниговско-Припятской наступательной операции.
Погиб 6 сентября 1943 года возле села Новые Млины (Борзнянский район Черниговской области). Похоронен в братской могиле в селе Новые Млины.

## Награды
- Указом Президиума Верховного Совета СССР от 16 октября 1943 года за образцовое выполнение боевых заданий командования на фронте борьбы с немецко-фашистским захватчиками и проявленные при этом мужество и героизм старшему лейтенанту Ярцеву Павлу Петровичу посмертно присвоено звание Героя Советского Союза.
- Награждён орденом Ленина.

## Память
- Похоронен в селе Новые Млыны, там же сооружен обелиск.
- В родном селе именем Героя названы улица и школа.
- Мемориальная доска в память о Ярцеве установлена Российским военно-историческим обществом на школе села Новые Горки, где он учился.